# إيوستاس ويليام فيرغسون
إيوستاس ويليام فيرغسون (بالإنجليزية: Eustace William Ferguson)‏ هو عالم أحياء دقيقة وعالم حشرات نيوزيلندي، ولد في 1884 في إنفركارجل في نيوزيلندا، وتوفي في 1927.